# Trichothurgus macroglossa
Trichothurgus macroglossa is een vliesvleugelig insect uit de familie Megachilidae. De wetenschappelijke naam van de soort is voor het eerst geldig gepubliceerd in 1910 door Friese.